# Lodowy Żleb

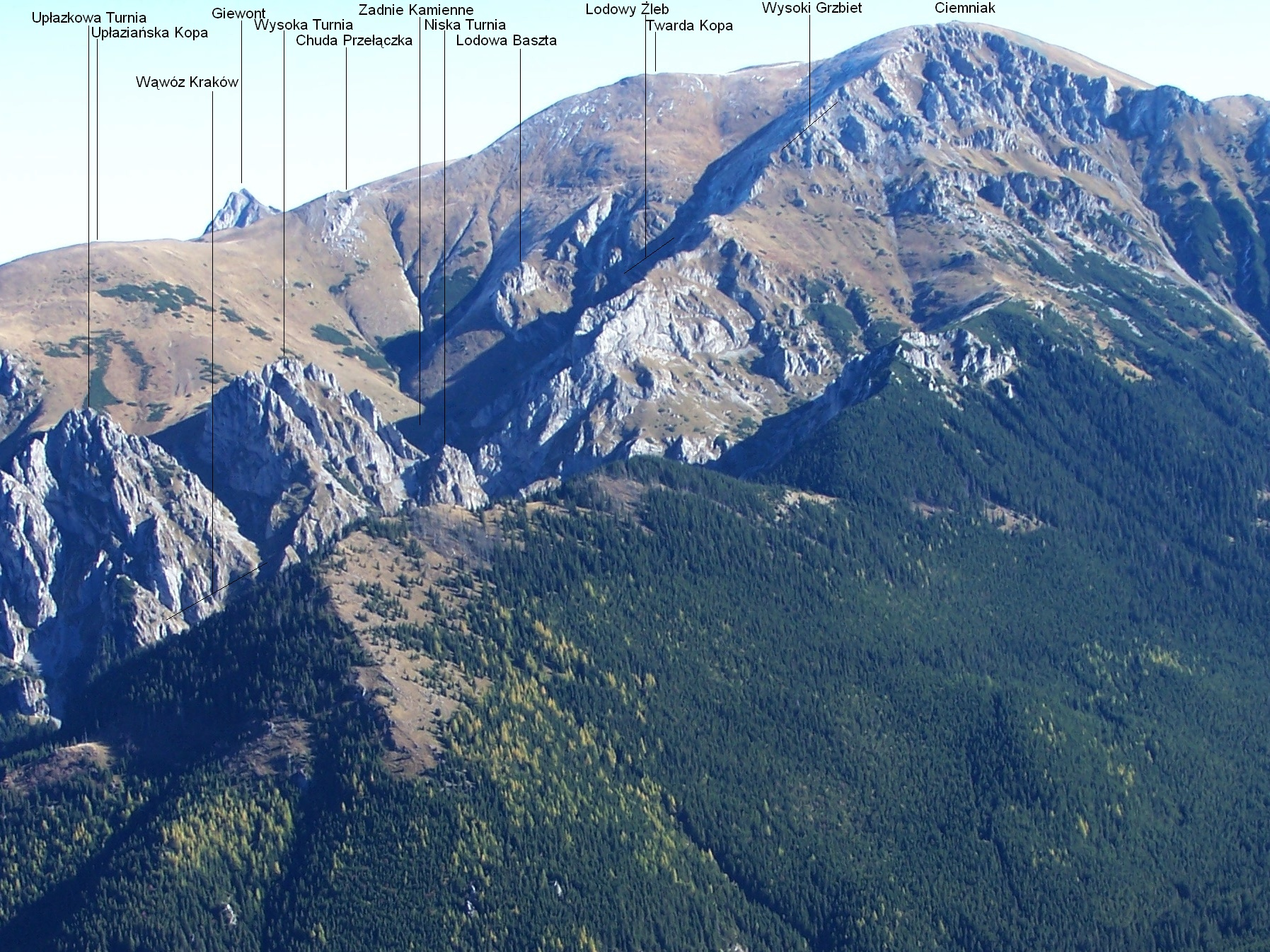
Widok z Ornaku na masyw Ciemniaka

Lodowy Żleb – jeden z dwóch żlebów opadających z masywu Ciemniaka do Zadniego Kamiennego w polskich Tatrach Zachodnich. Zaczyna się poniżej przełęczy Szerokie Siodło niewielką, szeroką i trawiastą depresją opadającą w zachodnim kierunku. Wyraźnie widoczny jest dopiero w dolnej swojej części. Jego lewe obramowanie tworzy Wysoki Grzbiet, prawe grzbiet odchodzący od Twardej Kopy poprzez Lodowe Siodło do Lodowej Baszty.
Z Lodowego Siodła opada do Lodowego Żlebu niewielki, trawiasty żlebek. Powyżej jego ujścia Lodowy Żleb zwęża się. Wyżej na Lodowym Żlebie jest kilka niewielkich progów. Kilkadziesiąt metrów powyżej tych progów po lewej stronie żlebu znajduje się niewielka ścianka o łukowatym okapie. Prowadzący od niej w lewo (przy podchodzeniu żlebem w górę), niewielki zachód po około 50 m doprowadza do wylotu Jaskini Lodowej w Ciemniaku.

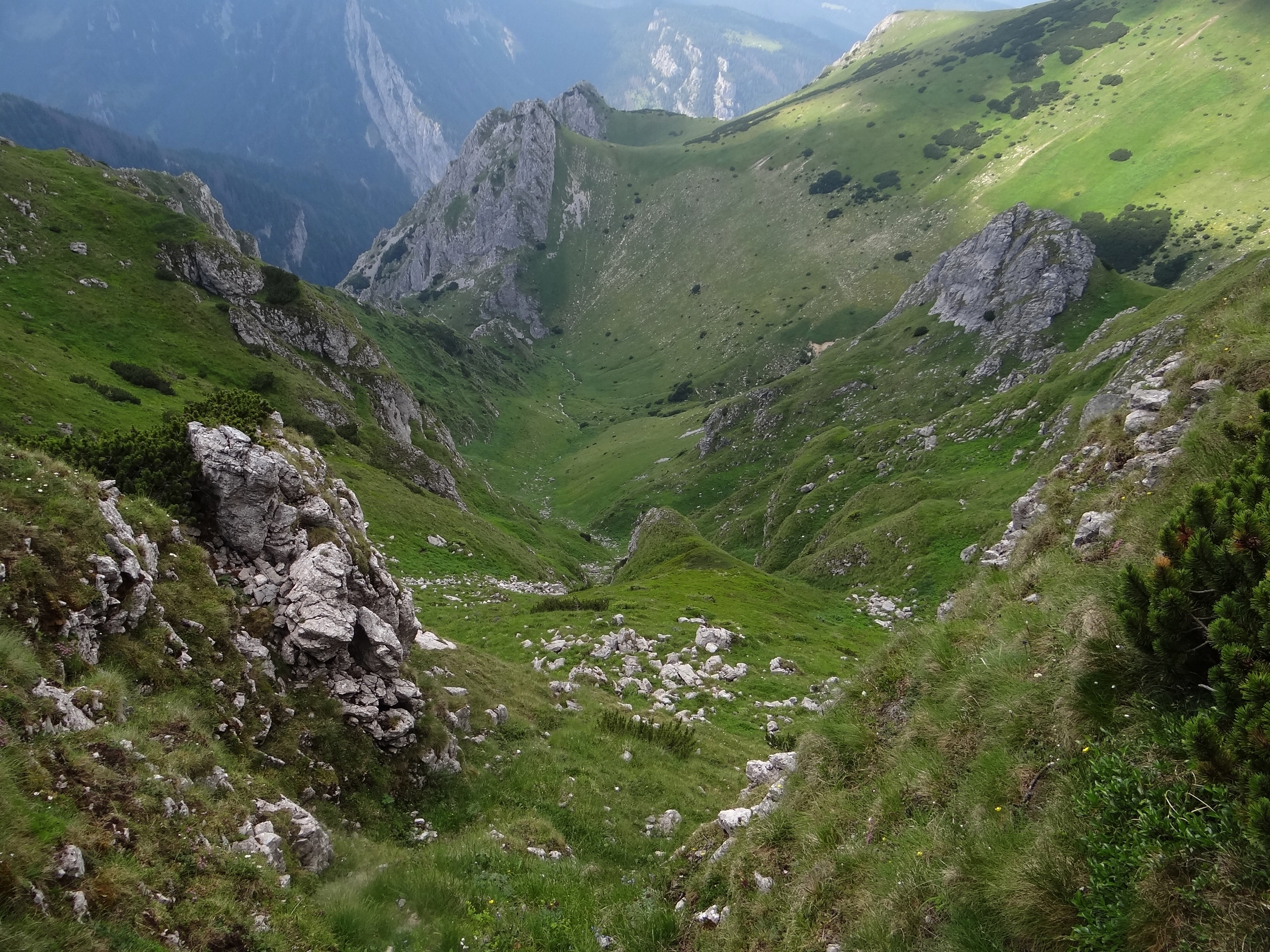
Wylot Lodowego Żlebu do Zadniego Kamiennego